# École du soir

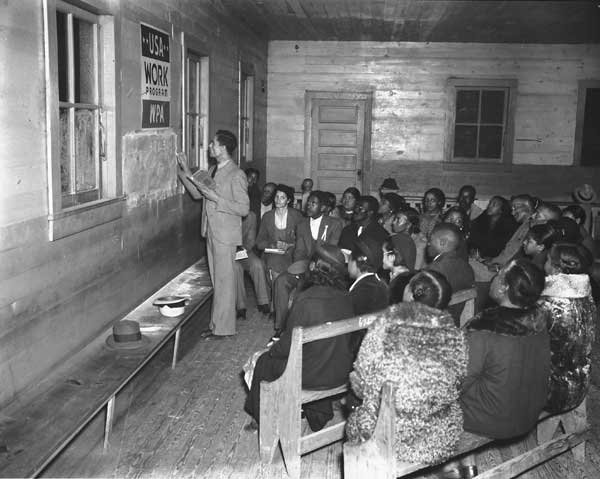
Une école du soir en 1936, en Louisiane.

On appelle École du soir une institution d’enseignement secondaire ou professionnel pour la formation de personnes ayant dépassé l’âge scolaire et déjà engagées dans la vie active. Les cours y ont lieu en soirée.
Presque toujours installée dans les locaux d’une institution scolaire reconnue, l’école du soir permet aux personnes dont la scolarité fut interrompue ou insuffisante d’obtenir au moins le certificat d’études secondaire ou secondaire supérieure leur permettant d’accéder par la suite aux disciplines d’enseignement professionnel ou autre formation nécessitant ce certificat.  

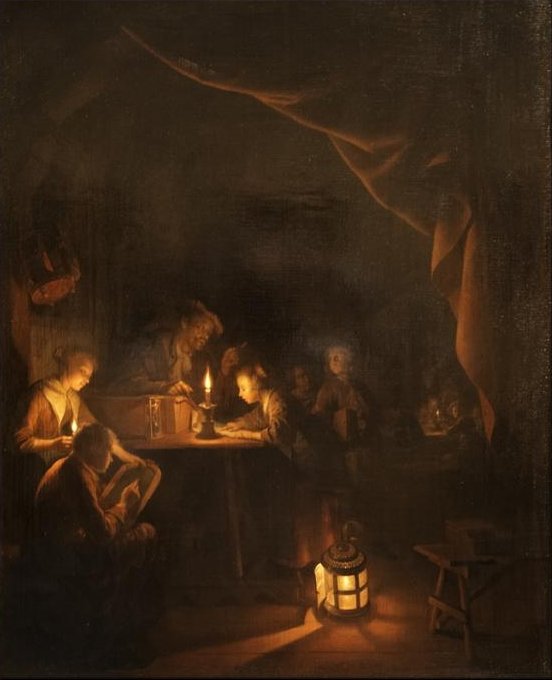
L'école du soir' a inspiré l'artiste Gérard Dou (c.1660).

Ce type d'institution fournit généralement un enseignement sur des sujets et des disciplines qui ont une possibilité d'emploi immédiate (formation professionnelle). Certaines écoles du soir visent même à fournir une formation pratique dans les arts et métiers ou professions variées (boulanger, électricien, plombier, menuisier, etc.).
Organisées pour des personnes dont les revenus sont modestes les écoles du soir fonctionnent souvent en lien avec d’autres institutions éducatives ayant leurs locaux propres (les ‘écoles du jour’). Pour réduire à un minimum les frais scolaires elles utilisent les infrastructures de ces institutions reconnues et font volontiers appel au volontariat dans leur corps professoral.